# 常州专区
常州专区，中华人民共和国江苏省已撤销的专区，在今江苏省南部。曾两度设置。

## 1949年设置的常州专区
1949年置，属苏南行署区，专员公署驻常州市。辖常州市和武进、江阴、金坛、溧阳、宜兴5县。
1952年，常州专区改属江苏省；原属无锡市的无锡县划入常州专区。
1953年，撤销常州专区；常州市改由江苏省直辖；将武进、溧阳、金坛3县划归镇江专区；宜兴、江阴2县划归苏州专区。

## 1958年设置的常州专区
1958年，镇江专区由镇江市迁驻常州市，并改名常州专区；撤销丹徒县，并入镇江市；原由省直辖的镇江市划归常州专区。常州专区辖镇江市及扬中、武进、丹阳、金坛、溧阳、宜兴、高淳、溧水、句容9县。 
1959年，常州专区由常州市迁驻镇江市，并复名镇江专区。